# Puerto Cabello (comune)
Il comune di Puerto Cabello (in spagnolo Municipio Puerto Cabello) è uno dei 14 comuni che fanno parte dello stato venezuelano di Carabobo ed è costituito da 8 delle 32 parrocchie (parroquias) dello stato.
La superficie complessiva è di 434 km² e la popolazione è pari a 173 034 abitanti (censimento 2001).
Capoluogo del comune è la città di Puerto Cabello, il terzo porto più importante del paese.

## Geografia antropica

### Suddivisioni amministrative
IL comune è diviso in 8 parrocchie, 6 urbane e 2 non urbane
1. Bartolomé Salom
2. Democracia
3. Fraternidad
4. Goigoaza
5. Juan José Flores
6. Unión
7. Borburata (non urbana)
8. Patanemo (non urbana)